# Honerath
Honerath é um município da Alemanha localizado no distrito de Ahrweiler, no estado da Renânia-Palatinado. É membro da associação municipal de Verbandsgemeinde Adenau.

## Demografia
Evolução da população (em 31 de dezembro de cada ano):
| - 1815 – 28 - 1835 – 52 - 1871 – 59 - 1905 – 67 - 1939 – 88 - 1950 – 103 | - 1961 – 114 - 1965 – 126 - 1970 – 123 - 1975 – 120 - 1980 – 119 - 1985 – 123 | - 1987 – 124 - 1990 – 252 - 1995 – 190 - 2000 – 190 - 2005 – 208 - 2006 - 210 |

 Fonte: Statistisches Landesamt Rheinland-Pfalz